# Ferula di san Pietro

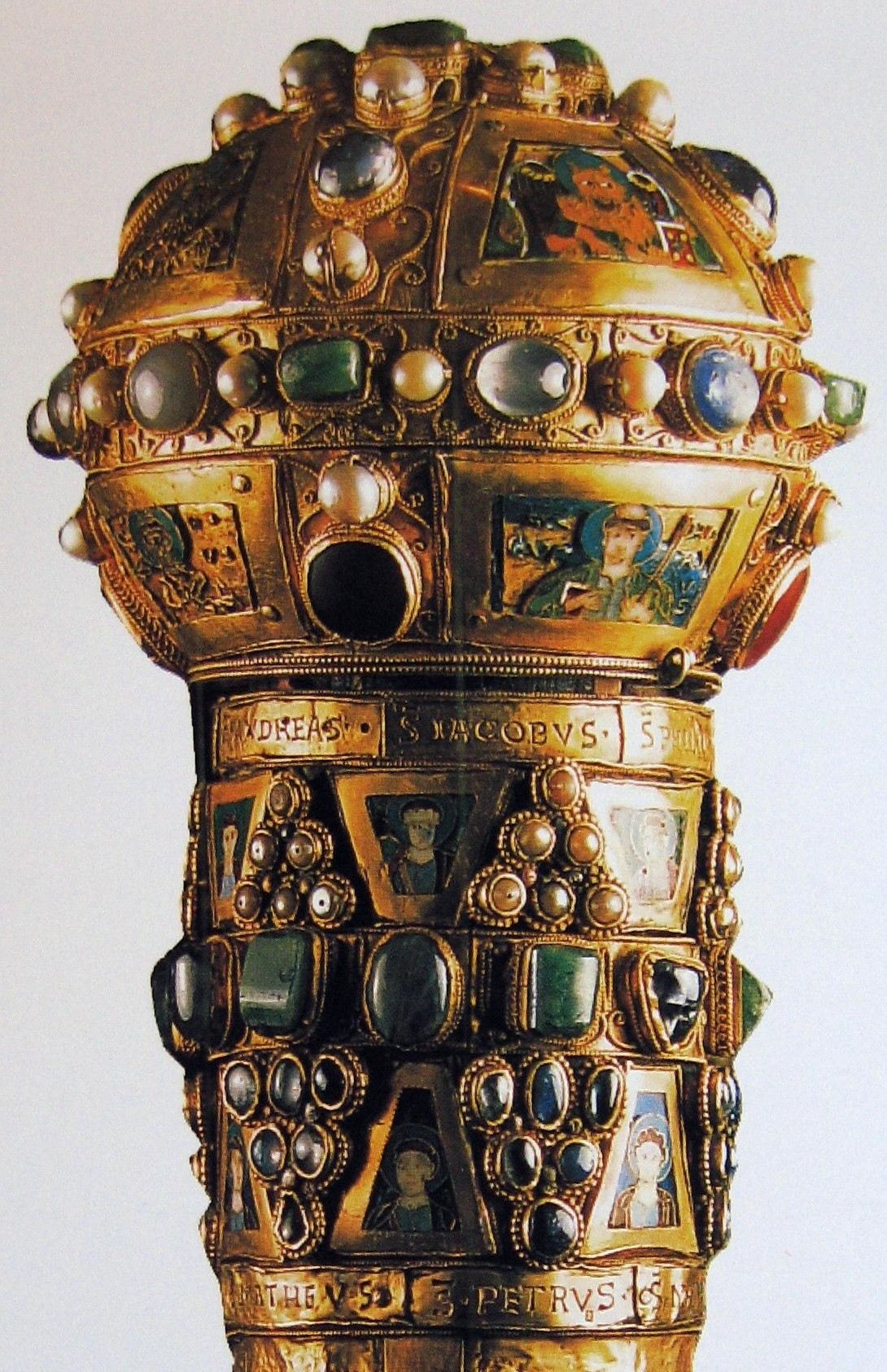
Il pomello della ferula di san Pietro

La ferula di San Pietro o bastone pastorale di San Pietro è un reliquiario ottoniano del Tesoro del Duomo di Limburgo. Esso consiste in un bastone pastorale dell'apostolo Pietro, che fu conteso nel X secolo fra l'arcidiocesi di Colonia e quella di Treviri. Il reliquiario, realizzato verso il 980 nella fabbrica dell'arcivescovo di Treviri, Egberto di Treviri, è uno dei più importanti capolavori dell'oreficeria ottoniana.

## Storia
Secondo una leggenda, l'apostolo Pietro avrebbe inviato in Gallia tre suoi discepoli, Eucario, Valerio e Materno, per convertire le popolazioni di quella terra. Materno morì ed i suoi compagni rientrarono a Roma, ove san Pietro consegnò loro il proprio bastone pastorale. Tornati in Gallia, Eucario e Valerio, grazie al bastone pastorale di san Pietro, riuscirono a far resuscitare Materno.
Eucario e Valerio divennero rispettivamente il primo ed il secondo vescovo di Treviri e Materno il primo di Colonia. Tuttavia le date in cui essi  diressero queste sedi vescovili sono incompatibili con la leggenda: infatti i tre furono vescovi, complessivamente, fra la fine del III secolo e l'inizio del IV.
In ogni caso il bastone pastorale divenne una reliquia per entrambe le sedi episcopali. Secondo un'iscrizione sul reliquiario, il bastone pastorale fu portato a Metz per sottrarlo alle incursioni degli Unni. L'arcivescovo di Colonia Bruno I si adoperò per far rientrare a Colonia la reliquia e vi riuscì: presumibilmente la ottenne nel 953 dal vescovo di Metz Adalberone. Verso il 980 il vescovo di Treviri, Egberto, riuscì a far valere presso il suo collega di Colonia Warin le antiche rivendicazioni della diocesi di Treviri sulla reliquia ed ottenne una parte del bastone pastorale. Per questa parte di reliquia egli fece predisporre un reliquiario adeguato in oro e pietre preziose.
La reliquia fu conservata a Treviri fino allo scioglimento del Principato, avvenuto nel 1802, quando entrò in possesso del ducato di Nassau. Il duca Guglielmo di Nassau lo donò nel 1827, insieme ad altre reliquie come la Stauroteca di Limburgo, alla neofondata diocesi di Limburg. La reliquia stessa, contesa fra Colonia e Treviri, riguardava presumibilmente un bastone consolare tardo-antico. Dalla parte nelle mani di Treviri, l'imperatore Carlo IV, come contropartita si fece, segar via nel 1354 un pezzo lungo 19 cm per la sua collaborazione alla nomina di un nuovo arcivescovo a Treviri.

## Il  reliquiario
Il reliquiario ha l'aspetto di un lungo scettro con un pomello sferico ed un lungo albero. In tutto esso è lungo 174,5 cm con un diametro di circa 8,5 cm, mentre quello del pomello è di circa 10,5. Il pomello è suddiviso in otto campi tramite banda decorata con pietre e filigrana e due bande verticali. Nei campi si trovano in alto smalti con i simboli dei quattro evangelisti ed in basso smalti con le figure dei busti di san Pietro, Eucario, Valerio e Materno.  Al di sotto del pomello si trovano iscrizioni con i nomi degli apostoli,
Sotto il pomello si trova una striscia con i nomi degli apostoli, sotto una banda con campi trapezoidali, che intercalano mezze figure di apostoli in smalto con filigrane triangolari riempite di pietre preziose opportunamente ordinate. Sotto questi campi si trova una banda con grandi pietre a taglio tipo Cabochon, sotto le quali si trova un'ulteriore striscia trapezoidale di smalto con figure dei busti dei rimanenti sei apostoli, che si alternano con pietre preziose triangolari.
Sotto questa banda si trova un'altra iscrizione con i nomi dei restanti apostoli. Sull'intera lunghezza della capsula del bastone si estende una striscia di argento dorato con un'iscrizione a niello, che narra la storia del bastone pastorale e termina con l'affermazione che Egberto nel 980 fece inserire in quest'involucro un pezzo del bastone di San Pietro.
Sotto entrambe le bande con gli apostoli se ne trovano altre due verticali, ciascuna con dieci immagini di papi, inizianti con quella di papa Clemente I e terminanti con quella di papa Benedetto VII, e con i vescovi di Treviri, inizianti con Agrizio e terminanti con Egberto stesso.

## I gioielli

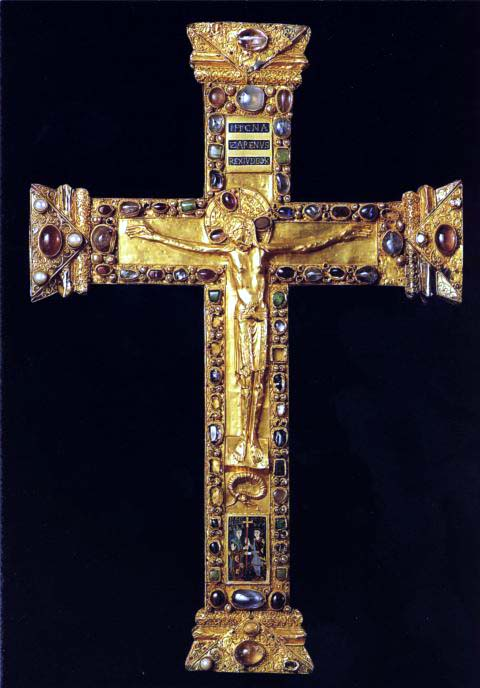
La Croce di Ottone e Matilde a Essen.

I triangoli di perle e zaffiri al di sotto del pomello sono elementi di una collana tardo-antica che furono riutilizzati per il bastone pastorale di Pietro. Il riutilizzo impose la forma trapezoidale degli smalti degli apostoli, che erano stati in origine appositamente preparati per il bastone. Così anche gli smalti del pomello furono preparati all'uopo per il bastone.
Degli smalti del bastone di Pietro nel 1955 sono state fatte quattro copie, precisamente quelle tratte da pomello e rappresentanti Materno ed Eucario, così come il leone di san Marco e l'angelo di san Giovanni, poiché gli originali avevano perso, nel corso dei tempi, la loro lucentezza.
Al collo del bastone manca lo smalto con l'apostolo Pietro e quello che mostra l'apostolo Filippo è fortemente danneggiato. Tutti gli smalti sono elaborati appieno, circondati da un'ampia fascia dorata. Intorno ai busti degli apostoli corre una fascia puntata, che è una caratteristica del laboratorio di Egberto e che è anche esemplare nella Croce di Ottone e Matilde a Essen. Si vede con evidenza che nessuna delle rappresentazioni di ogni apostolo assomiglia ad un'altra, poiché la direzione dello sguardo, l'abbigliamento e l'acconciatura di ciascuno sono diversi da quelli di tutti gli altri.
L'autore degli smalti utilizzò probabilmente modelli dalle miniature che nello stesso periodo venivano prodotte dal laboratorio di Egberto. Similarità nei temi si trovano in un'altra opera proveniente da Treviri, il Sacramentarlo, conservato a Parigi (Bibliothèque Nationale, lat. 10501), datato 984 e che fu estratto da un libro miniato del  Maestro del Registrum Gregorii.

## Utilizzo del reliquiario
Il bastone pastorale di san Pietro funse da emblema della signoria dei vescovi di Treviri, anche se esso, a causa delle sue dimensioni, può essere a mala pena stretto da una mano. Il bastone veniva portato davanti o di fronte al vescovo, prova tangibile che si trova nella Cronaca illustrata di Baldovino di Lussemburgo. Oggi il bastone pastorale si trova a Limburg an der Lahn, nel tesoro del Duomo cittadino. Fino al 1953 la reliquia veniva "offerta" al nuovo vescovo di Limburg in occasione del suo insediamento, ma da quella data, per motivi di conservazione, viene tenuta come reperto museale nella camera del tesoro del Duomo della città.

## Sistemazione artistica e giuridica
La diocesi di Treviri aspirava fin dalla metà del X secolo alla presidenza dei sinodi di Gallia e di Germania. Alla fondazione faceva riferimento il fatto che San Pietro avesse inviato i tre vescovi Eucario, Valerio e Materno ed avesse loro consegnato il proprio bastone da pastore.
Prima dell'assunzione della carica di vescovo da parte di Egberto, era stata redatta a Treviri una Vita di Eucario, che poneva l'accento su tale diritto e in seguito ci si riferì anche al Sylvesterdiplom, un documento redatto nel 969 a Treviri, presumibilmente il rescritto da un documento originale di papa Silvestro I. A seguito di tale circostanza,  l'imperatore Ottone II indicò Treviri, in presenza dell'arcivescovo di Treviri, Teodorico I, come sede metropolitana delle intere Gallia e Germania ed il suo arcivescovo quale vicario del papa, il che fu confermato da papa Benedetto VI e successivamente da papa Benedetto VII.
Queste pretese della diocesi di Treviri sulla Galliam Germaniamque erano in conflitto con quelle del primate  di Magonza, che approfittava del primato in tota Germania et Gallia, ma solo a titolo personale e non come sovranità della diocesi. Il diritto di governo di Treviri venne esercitato fino all'XI secolo, ma i privilegi ottenuti divennero alla fine solo più onorifici.
Il bastone pastorale di Pietro costituiva quasi un simbolo di questi diritti e servì anche nelle dispute fra Treviri e Colonia per sottolineare la prerogativa della fondazione apostolica e relativa successione della prima e per essere la prova del suo primato nell'impero. L'impostazione della reliquia corrisponde a quella di un'abside a due zone: alle pietre preziose sopra, nel pomello, che simbolizzano la Maiestas Domini, seguono gli evangelisti, quindi san Pietro ed i suoi tre discepoli, che fondarono la diocesi, gli Apostoli ed infine il papa, di fronte ai quali i vescovi di Treviri stanno a pari livello.
Con il riferimento all'architettura il bastone appare allo stesso tempo come allusione alla Gerusalemme Celeste. Gli smalti, che sul bastone seguono una gerarchia di materiali, insieme all'iscrizione,  sostengono questo programma teologico-politico. Il laboratorio di Egberto lavorava  già nel 980, solo tre anni dopo l'insediamento del vescovo, con grande perizia e dominava perfettamente la tecnica dello smalto.
Quelli del bastone di san Pietro sono i primi attribuiti al laboratorio di Egberto a causa della loro alta qualità e della difficile tecnica di realizzarli con superfici curve quali quelle del pomello.
Per queste caratteristiche gli smalti del bastone sono i primi attribuiti al laboratorio di Egberto, il che testimonia come gli artigiani che lo realizzarono fossero già esperti. Perciò, o esisteva già in Treviri un laboratorio prima della venuta di Egberto o quest'ultimo strappò tali artigiani ad un laboratorio già esistente in località a noi non nota.
Il bastone di San Pietro è il primo di tre capolavori del laboratorio di Egberto e ad esso seguirono l'altare portatile di sant'Andrea e la copertina del Codex aureus Epternacensis.